# Sport-Bund 1907
Der Sport-Bund 1907 war ein lokaler Fußballverband für Bonn und Umgebung und wurde vermutlich im Oktober 1907 gegründet. Ihm gehörten die Bonner Clubs FC Normannia, FC Britannia, FC Borussia, FC Hertha und BC, sowie FC Rhenania Sieglar, Köln-Lindenthaler BC, FC Bad Neuenahr, Dürener SpV. 1906 und FC Preußen Neuwied an.

## Geschichte
Neueren Vereinen wurde regelmäßig die Aufnahme in die etablierten Fußballverbände verweigert, oftmals selbst nachdem diese bereits einige Jahre bestanden hatten. Auf der einen Seite waren Verbände sehr daran interessiert den Fußball auch in bis dato unterentwickelten Orten vertreten zu sehen und damit gleichzeitig zusätzliche „Kopfsteuern“ in die Verbandskasse fließen zu lassen, auf der anderen Seite sollten bestehende Vereine vor lokaler Konkurrenz geschützt werden. Viele Verbandsvereine waren selbst nicht lebensfähig auf Grund zu geringer Mitgliedszahlen, schlechter Vereinsführung, interner Querelen sowie Rückzug oder Disqualifikation vom Spielbetrieb. Dennoch wurde aufnahmewilligen Clubs in Orten mit bestehenden Vereinen ständig empfohlen, sich bestehenden Vereinen anzuschließen, was jedoch in der Praxis nur selten geschah. Gleichzeitig wurden neue Clubs durch die Spielverbote gegen „Nichtverbandsvereine“ bewusst in die Isolation getrieben. Vor allem durch die Schaffung der Regionalverbände fehlte ein lokalerer Unterbau um die ständig steigende Zahl neuer Clubs aufzunehmen und ihnen somit die Möglichkeit eines regelmäßigen Spielbetriebes zu geben.
Auch mehreren der o. g. Clubs wurde die Aufnahme in den Westdeutschen Spiel-Verband verweigert, andere unternahmen abgeschreckt nicht einmal mehr den Versuch. Was aus dem Sport-Bund 1907 wurde und ob jemals Meisterschaftsspiele ausgetragen wurden, ist unbekannt.